# Sjørup (Viborg Kommune-Vroue Sogn)
 For alternative betydninger, se Sjørup. (Se også artikler, som begynder med Sjørup)
Sjørup er en landsby i Midtjylland med 276 indbyggere  (2024). Byen ligger i Region Midtjylland og hører til Viborg Kommune.
Sjørup er beliggende 17 kilometer syd for Skive, seks kilometer syd for Kjeldbjerg og 21 kilometer mod vest for Viborg. Sjørup er beliggende i Vroue Sogn.
I byen er der en brugs og et plejehjem.